# Europeiska unionens solidaritetsklausul
Europeiska unionens solidaritetsklausul är en klausul som innebär att unionens medlemsstater har förbundit sig att hjälpa varandra i händelse av att en medlemsstat utsätts för en terroristattack eller drabbas av en naturkatastrof eller en katastrof som orsakas av människor. Unionen ska då mobilisera alla instrument som står till dess förfogande, även de militära resurser som medlemsstaterna tillhandahåller. Klausulen utgör en del av unionens yttre åtgärder.
Solidaritetsklausulen utgörs av artikel 222 i fördraget om Europeiska unionens funktionssätt.

## Lagstiftning
- Rådets beslut av den 24 juni 2014 om närmare bestämmelser för unionens genomförande av solidaritetsklausulen (2014/415/EU)